# Microsoft Lumia 950
Microsoft Lumia 950 är en Windows-baserad smarttelefon som tillkännagavs hösten 2015 av Microsoft.

## System, program och tjänster
Lumia 950 är ev de första mobiltelefonerna med Windows 10 Mobile. En stor nyhet är att telefonen kan användas som en Windows-baserad PC med extern skärm, tangentbord och mus.

## Kamera
Kameramodulen i Microsoft Lumia 950 är samma (eller i princip samma) och har precis som föregångaren Nokia Lumia 930 kapacitet för 20 megapixel. En nyhet i Lumia 950 är att kameran har tre LED-fotolampor som agerar blixt.

## Sladdlös laddning
Både 950 och 950 XL har inbyggt stöd för trådlös laddning av batteriet via Qi-standarden. En laddningsplatta med stöd för Qi-standarden krävs.

## Specifikationer
Gemensamt
- System: Windows 10 Mobile
- Mobilnät: LTE (300/50 Mbps), Turbo-3G (42/5,76 Mbps) och GSM
- Lokala anslutningar: Wifi (IEEE 802.11a/b/g/n/ac), Bluetooth (4.1) och USB (3.1 med Type-C-port)
- Kamera, primär: 20 megapixel (stillbilder) och 2160p (video)
- Kamera, sekundär: 5MP (stillbilder) och 1080p (video)
- RAM: 3 GB
- Lagring: 32 GB
- Minneskortplats: ja, microSD (stöd för 200 GB)
- Positionering: GPS, Glonass

Lumia 950
- Skärm: 5,2 tum kapacitiv pekskärm med 2560 × 1440 pixlar (564 ppi)
- SoC: Qualcomm Snapdragon 808 (modellnummer MSM8992)
- Processor: Quad-core 1.44 GHz Cortex-A53 & Dual-core 1.82 GHz Cortex-A57
- Grafikkrets: Adreno 418
- Batteri: 3000 mAh (löstagbart)
- Taltid: max 23 timmar (2G) / max 18 timmar (3G)
- Mått: 145 × 73,2 × 8,2 mm
- Vikt: 150 gram

Lumia 950 XL
- Skärm: 5,7 tum kapacitiv pekskärm med 2560 × 1440 pixlar (518 ppi)
- SoC: Qualcomm Snapdragon 810 (modellnummer MSM8994)
- Processor: Quad-core 1.5 GHz Cortex-A53 & Quad-core 2.0 GHz Cortex-A57
- Grafikkrets: Adreno 430
- Batteri: 3340 mAh (löstagbart)
- Taltid: max 25 timmar (2G) / max 19 timmar (3G)
- Mått: 151,9 × 78,4 × 8,1 mm
- Vikt: 165 gram

## Varianter på Lumia 950
Lumia 950 finns i en variant med plats för 2 stycken SIM-kort.